# Kiri sute gomen
Kiri sute Gomen é uma antiga lei determinada aos samurais japoneses. Esta lei dava a qualquer samurai o direito de eliminar com a sua espada qualquer membro de uma classe mais baixa que não o respeitasse. Esta lei foi criada pelos senhores feudais (daimiôs) quando o Japão entrou em guerra.
Essa lei já foi a inspiração artística de vários compositores, como da banda de thrash metal Trivium, em seu single Kirisute Gomen, em seu álbum Shogun, dedicado à cultura japonesa.